# Mirian III.

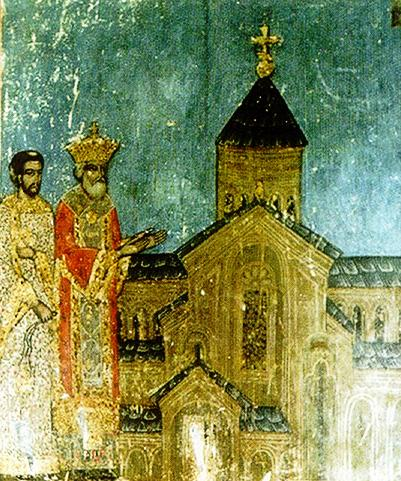
Mirian III. auf einem Wandbild in der Swetizchoweli-Kathedrale

Mirian III. (georgisch მირიან III) war ein König Iberiens im Kaukasus aus der Dynastie der Chosroiden und ein Zeitgenosse des römischen Kaisers Konstantin des Großen.
Gemäß den georgischen Quellen des frühen Mittelalters war Mirian der erste christliche König Iberiens. Er wurde durch die Missionarin Nino aus Kappadokien bekehrt und soll das Christentum zur Staatsreligion erhoben haben. Daher wird er von der Georgischen Apostelkirche als Heiliger verehrt.
Die traditionellen Chroniken geben Mirians Regierungszeit mit 268–345, während der Forscher Cyril Toumanoff 284–361 angibt; allerdings ist eine derart lange Regierungszeit kaum wahrscheinlich. Mirian war dem spätantiken römischen Historiker Ammianus Marcellinus bekannt und taucht auch in armenischen Quellen des Mittelalters auf.

## Name
Der Name Mirian ist die georgische Form des iranischen Namens Mihran. Andere Schreibweisen in den georgischen Quellen sind Mirean und Mirvan. Ammianus Marcellinus nennt den König in seinen Werken Meribanes. In den armenischen Quellen aus dem 8. Jh. heißt der König Mihran. Da es vor Mirian zwei Könige gleichen Namens gab, wurde ihm in der georgischen Geschichtsschreibung die III. als Ordinalzahl gegeben. Mirian taucht nämlich in den mittelalterlichen Quellen nicht als Mirian III., sondern schlicht als Mirian auf.

## Ursprung der Dynastie
Gemäß der mittelalterlichen georgischen Chronik Das Leben der Könige war Mirian ein persischer Prinz, der mit der Tochter des letzten arsakidischen Königs Aspacur I. namens Abeschura verheiratet war. Nach Aspacurs Tod wurde Mirian durch seinen Vater, der in den Quellen als Chosroes Großkönig des Irans auftaucht, als König von Iberien eingesetzt. Dies geschah während der Herrschaft der Sassaniden im Iran; es wird angenommen, dass der Autor des Werkes Das Leben der Könige eine Verwandtschaft Mirians mit den Sassaniden annahm. Sassanidische Könige mit dem Namen Chosroes/Chosrau tauchen aber erst viel später (im 6. und 7. Jahrhundert) auf, so dass sich entweder die georgischen Annalen mit dem Namen des Vaters Mirians irren oder der Name Chosroes als ein allgemeiner Begriff für König verwendet wurde. Cyril Toumanoff nahm an, dass die Chosroiden ein Zweig der adeligen Mihraniden waren. Diese waren einer der großen sieben Familien Irans und entfernt mit den Sassaniden verwandt. Der georgische Historiker Giorgi Melikishvili aber zweifelt am iranischen Ursprung der Chosroiden und sieht sie als eine örtliche Dynastie, die einen exotischen königlichen Ursprung erfunden hat, um ihr Ansehen zu steigern. Ein anderes mittelalterliches Werk namens Die Konvertierung von Kartlien weicht vom Das Leben der Könige ab, und behauptet, dass Mirian der Sohn des Lew war. Dieser Lew taucht aber in keinen anderen Quellen auf.

## Herrschaft
Das Leben der Könige berichtet ausführlich über Mirians Herrschaft. Als ein iranischer Vasallenkönig beteiligte er sich am sassanidischen Krieg gegen Rom und war an der Eroberung Armeniens interessiert. Neben diesen Fakten werden aber auch Sachen erwähnt, die erfunden sein müssen. So soll Mirian ein Anwärter auf den iranischen Thron gewesen sein, die Kolchis und Albania beherrscht haben und bis nach Syrien weit im Süden gewirkt haben. Im Frieden von Nisibis 298 bekam Rom die Oberhoheit über Armenien und Iberien, aber Mirian blieb König. Mirian passte sich schnell den neuen Machtverhältnissen an und baute enge Bindungen zu Rom auf. Diese Bindung wurde durch seine Konversion zum Christentum verstärkt. Trotzdem soll laut Ammianus Marcellinus Kaiser Constantius II. im Jahr 361 Gesandtschaften mit vielen Geschenken zu den Königen Arsakes II. von Armenien und Meribanes (also Mirian III.) von Iberien geschickt haben, um sich ihrer Hilfe gegen die Perser zu versichern.

## Konversion zum Christentum

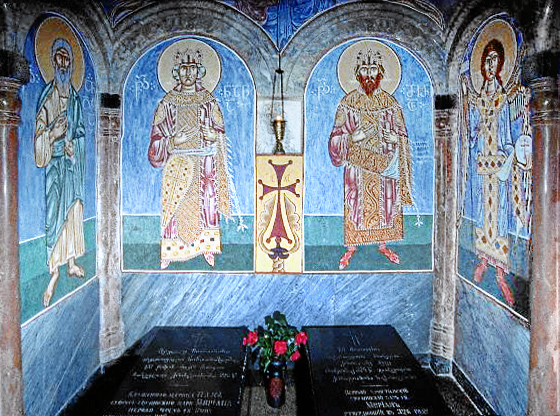
Die Gräber König Mirians und Königin Nanas in der Samtavro Kirche in Mzcheta

Es wird angenommen, dass Mirian im Jahr 334 Christ wurde und dass 337 das Christentum Iberiens Staatsreligion wurde. Er war einer der ersten Könige, die zum Christentum konvertierten. Nach einer Legende war Mirian, der ein standhafter Heide war, auf der Jagd, als die Dunkelheit über ihn einbrach und er quasi blind war. Das Licht aber kehrte erst zurück, als Mirian zu Ninos Gott gebetet hatte. Später fragte er um eine Audienz bei Nino und konvertierte bald danach zum Christentum. Seine zweite Ehefrau Nana wurde ebenfalls Christin.
Sein Übertritt verstärkte das Wachstum der zentralen königlichen Regierung. Er konfiszierte das Vermögen der heidnischen Tempel und verteilte sie an Adelige und die Kirche. Die Quellen berichten über die starke Propagierung des Christentums durch Adel und Kirche und über den starken Widerstand der Bergvölker. Der römische Historiker Rufinus von Aquileia berichtet, dass Mirian bei Imperator Konstantin dem Großen um die Übersendung von Priestern bat. Konstantin schickte daraufhin Priester und heilige Reliquien nach Iberien. Die georgischen Quellen berichten über den Bau der Swetizchoweli-Kathedrale in Mzcheta auf Geheiß König Mirians und seine Pilgerreise kurz vor seinem Tod nach Jerusalem. Gemäß der Tradition wurde Mirian III. und seine Frau Nana in der Samtavro Kirche in Mzcheta beigesetzt, wo heute noch ihre Gräber sind.

## Familie
Die georgischen Quellen berichten über zwei Ehefrauen. Die erste Ehefrau Prinzessin Abeschura, die ein Abkömmling der Arsakiden von Iberien und der Parnawasiden war, starb aber gemäß Toumanoff im Jahr 292 kinderlos, als Mirian 15 Jahre alt war. Mit ihrem Tod starb die letzte der Parnawasiden. Mirian heiratete später Nana, eine Tochter des Oligotos aus Pontos. Zusammen hatten sie zwei Söhne namens Rew und Varaz Bakur, der auch als Aspacur II. bekannt war, und eine Tochter, die mit König Peroz aus der Dynastie der Mihraniden aus Gogarene verheiratet war.